# El mito del poder masculino
El  mito del poder masculino (The Myth of Male Power) es un libro del politólogo estadounidense Warren Farrell publicado en 1993. Es considerado una obra clave para el movimiento por los derechos del hombre y ha sido traducido a varios idiomas, como italiano y alemán.[cita requerida]

## Resumen
Como idea central del libro, el autor busca redefinir el concepto de «Poder». Encuentra que socialmente «para el varón se define 'poder' como ligado a una obligación de ganar dinero (que otra persona gastará mientras ellos mueren temprano)»; es decir trabajando en exceso, en trabajos arriesgados y duros es como se pinta al hombre poderoso. En cambio y por lo general, afirma Farrel, muchas mujeres llevan una vida más equilibrada entre trabajo y vida personal.  Y ese, afirma en el libro, es el verdadero poder, que el varón no posee, el del "control sobre la propia vida".
La invisibilización de la problemática propia de los varones lleva a menor esperanza de vida, más alcoholismo, mayor cantidad de depresión y suicidio masculino.
Farrell se propone cambiar el supuesto fomentado por el feminismo de que se ha vivido en una sociedad patriarcal, dominada por hombres; por la concepción de un mundo que ha sido y es sexista en diferentes temas hacia uno u otro lado. Presenta el paradigma que llama "continuo 'Fase 1 - Fase 2'". En la Fase 1 dominaban las necesidades básicas de supervivencia, ningún sexo tenía poder sino roles: el rol de ella, cuidar de la descendencia; el rol de él, conseguir dinero. El primer grupo en ser liberado de la preocupación por la supervivencia fueron las mujeres cuyos maridos ganaban suficiente dinero como para que ellas pudieran incursionar en objetivos de autorrealización (objetivos propios de la Fase 2). Así los varones liberaron a la mujer en gran parte del rol al cual estaban obligadas pero no se liberaron ellos mismos de su propio rol tradicional. Eso, afirma el autor, lleva a una era de la mujer con múltiples opciones y el varón sin opciones.
En el libro intenta mostrar cómo se resaltan únicamente el lado oscuro de los hombres y el lado brillante de las mujeres, al tiempo que niega el lado oscuro de las mujeres y oculta el lado brillante de los hombres.

## Contenido
- Introducción.
- Capítulo 1. ¿Es el poder masculino realmente un mito?
- Capítulo 2. Primera fase a segunda fase: Cómo los hombres exitosos liberaron a las mujeres (pero se olvidaron de liberarse a sí mismos)
- Capítulo 3. ¿Son «poder», «patriarcado», «dominación» y «Sexismo» realmente ciertas como para despreciar lo masculino?
- Capítulo 4. Las profesiones de la muerte: “Mi cuerpo, pero no mi elección”
- Capítulo 5. ¿Héroe o esclavo de la guerra? La prostituta armada
- Capítulo 6. El sexo suicida: Si los hombres tienen el poder ¿Por qué se suicidan más?
- Capítulo 7. ¿Por qué las mujeres viven más?
- Capítulo 8. El camino de la demencia
- Capítulo 9. ¿Violencia contra quién...?
- Capítulo 10. Si nos ocupáramos en salvar varones como en salvar ballenas,[9] entonces...
- Capítulo 11. Cómo el sistema protege a la mujer o Dos leyes diferentes con las que convivimos
- Capítulo 12. Las mujeres que matan y la Corte que las libera
- Capítulo 13. Las políticas del sexo
- Capítulo 14. Las políticas de la violación
- Capítulo 15. De marido Sam a Tío Sam: El gobierno como marido sustituto
- Conclusión.